# Стариков, Анатолий Демьянович
Анато́лий Демья́нович Ста́риков (род. 16 марта 1943 года, Ленинград) — советский и российский учёный-физик, специалист в области квантовой электроники и физической оптики, доктор физико-математических наук, профессор, советник Генерального директора Научно-исследовательского института оптико-электронного приборостроения (ОАО  «НИИ ОЭП»).

## Биография
А. Д. Стариков родился 16 марта 1943 года в Ленинграде. В 1961 году поступил в Ленинградский электротехнический институт имени В. И. Ульянова (Ленина) и в 1966 году окончил его. В том же году поступил на работу Государственный оптический институт им. С.  И.  Вавилова (ГОИ). В 1974 году начал свою деятельность в филиале № 2 ГОИ, расположенном в городе Сосновый Бор. В 1989 году одержал победу на выборах директора филиала. В 1990 году после придания филиалу статуса самостоятельного предприятия назначен его Генеральным директором, этот пост бессменно занимал вплоть до марта 2013 г. C 19 марта 2013 года работает в качестве советника Генерального директора НИИ ОЭП.
А. Д. Стариков женат, жена — Надежда Владимировна — экономист. Он отец двоих детей — сына и дочери, у него есть внук и две внучки.

## Научная работа
Основные направления научной работы А. Д. Старикова связаны с мощными импульсными твердотельными лазерами, предназначенными для использования при решении проблемы лазерного термоядерного синтеза и ряда прикладных задач иной направленности. Им разрабатывались и осуществлялись методы исследования и способы улучшения основных характеристик высокоэнергетических лазерных комплексов с экстремальными параметрами, разрабатывались основанные на использовании нелинейных оптических эффектов методы управления параметрами излучения таких и других лазерных комплексов, решались задачи физического моделирования процессов взаимодействия лазерного излучения с атмосферой при его транспортировке на большие расстояния.
А. Д. Стариков руководит исследованиями, ведущимися во входящей в состав НИИ ОЭП лаборатории адаптивных твердотельных лазеров, оптоэлектроники и спектроскопии атмосферных газов.
В 1990 году в Физическом институте имени П. Н. Лебедева АН СССР защитил диссертацию на соискание учёной степени доктора физико-математических наук. Опубликовал более 120 научных работ, стал автором 8 внедрённых изобретений.

## Почётные звания и награды
- Заслуженный конструктор Российской Федерации (1993)
- Заслуженный деятель науки Российской Федерации (2002)
- Медаль академика А. А. Лебедева Российского оптического общества им. Д. С. Рождественского[4] (1998)
- Имя А. Д. Старикова занесено в Книгу Славы города Сосновый Бор[5]

## Научно-организационная и общественная деятельность
А. Д. Стариков является председателем Научно-технического совета при губернаторе Ленинградской области. Он входит в состав учёного совета ГОИ и научного совета по физико-техническим проблемам управляемого термоядерного синтеза Санкт-Петербургского научного центра РАН, является членом комиссии по присуждению научной премии губернатора Ленинградской области и конкурсной комиссии по проведению ежегодного областного конкурса «Изобретатель Ленинградской области».
Многократно был членом программных комитетов Международной конференции «Прикладная оптика» и других научных конференций.

## Избранные труды
- Алексеев В. Н., Мак А. А., Пивинский Е. Г., Седов Б. М., Стариков А. Д., Цветков А. Д. Оконечные дисковые усилительные // Квантовая электроника. — 1978. — Т. 5, № 11. — С. 2369.
- Голубев В. В., Сиразетдинов B. C., Стариков А. Д. Об условиях коррекции астигматических искажений лазерных пучков ВРМБ-зеркалом // Оптика и спектроскопия. — 1987. — Т. 62. — С. 885—890.
- Сиразетдинов B. C., Стариков А. Д. Физическое моделирование процессов направленной транспортировки энергии лазерным излучением // Оптический журнал. — 1994. — Т. 61, № 11. — С. 37—41.